# Smiley (Teksas)
Smiley je grad u američkoj saveznoj državi Teksas. Prema popisu stanovništva iz 2010. u njemu je živjelo 549 stanovnika.